# Macropsis fuscopunctata
Macropsis fuscopunctata är en insektsart som beskrevs av Baltasar Merino 1936. Macropsis fuscopunctata ingår i släktet Macropsis och familjen dvärgstritar. Inga underarter finns listade i Catalogue of Life.